# Megalopus nigrovittatus
Megalopus nigrovittatus is een keversoort uit de familie halstandhaantjes (Megalopodidae). De wetenschappelijke naam van de soort werd in 1893 gepubliceerd door Martin Jacoby.